# Хайнрих XXXVIII Ройс-Кьостриц
Хайнрих XXXVIII Ройс-Кьостриц (на немски: Heinrich XXXVIII Graf Reuss-Köstritz; * 9 октомври 1748, Берлин; † 10 април 1835, Янкендорф, окръг Гьорлиц, Саксония) е граф на Ройс-Кьостриц от „средния клон“ (1780 – 1835).

## Произход и наследство
Той е вторият син на граф Хайнрих IX фон Ройс-Кьостриц (1711 – 1780) и съпругата му графиня Амалия Есперанца фон Вартенслебен-Флодроф (1715 – 1787), дъщеря на граф Карл Софрониус Филип фон Вартенслебен-Флодроф (1680 – 1751) и графиня Йохана Маргарета Хуйсен ван Катендийке фон Флодроф (1691 – 1724). По-малък брат е на граф Хайнрих XXXVII Ройс (1747 – 1774) и по-голям брат на княз Хайнрих XLIV Ройс-Кьостриц (1753 – 1832).
Хайнрих XXXVIII Ройс-Кьостриц става собственик на дворец Щонсдорф (днес „Staniszów“, Долносилезко войводство в Полша) и поставя там колекция от старо-немско изкуство.

## Фамилия
Първи брак: на 17 юли 1784 г. във Волфсхаген, Укермарк, с графиня Фридерика фон Шметов (* 23 юли 1753, Щонсдорф; † 19 август 1786, Щонсдорф), дъщеря на граф Карл Леополд Готфрид фон Шметау (1722 – 1776) и графиня Амелия Вилхелмина фон Шверин (1734 – 1784). Те имат една дъщеря:
- дъщеря (*/† 18 февруари 1786, Щонсдорф)

Втори брак: на 13 февруари 1792 г. в дворец Барут с фрайин Фридерика фон Флечер (* 24 март 1756, Дрезден; † 28 август 1815, Щонсдорф), дъщеря на фрайхер Максимилиан фон Флечер и Фридерика Кристиана Елизабет Поли. Бракът е бездетен.